# Sylvia Wynter
Sylvia Wynter (ur. 11 maja 1928 w Holguín) – jamajska pisarka, dramaturżka, krytyczka, filozofka i eseistka. W swoich pracach łączy spostrzeżenia z nauk przyrodniczych, humanistycznych, sztuki i walki antykolonialnej, aby zniweczyć to, co nazywa „nadreprezentacją człowieka”. Black studies, ekonomia, historia, neuronauka, psychoanaliza, analiza literacka, analiza filmu i filozofia to tylko niektóre z dziedzin, z których czerpie w swojej pracy naukowej.

## Biografia
Sylvia Wynter urodziła się na Kubie w jamajskiej rodzinie, jej rodzice to: aktorka Loli Maude (Reid) Wynter i krawiec Percivala Wynter. W wieku dwóch lat wróciła do rodzinnego kraju, Jamajki, wraz z rodzicami (oboje się tam urodzili) i otrzymała stypendium w St Andrew High School for Girls. W 1946 roku otrzymała stypendium Jamaica Centenary dla dziewcząt, które doprowadziło ją do King's College London, aby zająć się tam jej licencjatem w językach nowożytnych (hiszpańskim), od 1947 do 1951. Tytuł magistra uzyskała w grudniu 1953 r. za pracę dyplomową, krytyczne wydanie hiszpańskiej komedii, A lo que obliga el honor.
W 1956 roku Wynter poznała gujańskiego pisarza Jana Carewa, który został jej drugim mężem. W 1958 roku ukończyła Under the Sun, pełnometrażową sztukę teatralną, którą kupił Royal Court Theatre w Londynie. W 1962 roku Wynter opublikowała swoją jedyną powieść, The Hills of Hebron.
Po rozstaniu z Carew na początku lat sześćdziesiątych Wynter wróciła do środowiska akademickiego, a w 1963 roku została mianowana asystentką wykładowcy literatury latynoskiej na kampusie Mona University of the West Indies. Pozostała tam do 1974 roku. W tym czasie rząd Jamajki zlecił jej napisanie sztuki 1865 – A Ballad for a Rebellion o buncie w Morant Bay oraz biografii Sir Alexandra Bustamantego, pierwszego premiera niepodległej Jamajki.
W 1974 roku Wynter została zaproszona przez Departament Literatury na Uniwersytecie Kalifornijskim w San Diego, aby została profesorką literatury porównawczej i hiszpańskiej oraz poprowadziła nowy program z literatury Trzeciego Świata. Opuściła UCSD w 1977 roku, aby zostać przewodniczącą African and Afro-American Studies i profesorką języka hiszpańskiego na Wydziale Hiszpańskiego i Portugalskiego na Uniwersytecie Stanforda, gdzie pracowała do 1997 roku. Obecnie jest profesorką Emerita na Uniwersytecie Stanforda.
Od połowy do późnych lat sześćdziesiątych Wynter zaczęła pisać krytyczne eseje, poruszające jej zainteresowania historią i literaturą Karaibów, Ameryki Łacińskiej i Hiszpanii. W 1968 i 1969 roku opublikowała dwuczęściowy esej, w którym zaproponowała zmianę podejścia badaczy do krytyki literackiej: „Musimy nauczyć się razem siedzieć i rozmawiać o małej kulturze: refleksje na temat pisania i krytyki zachodnioindyjskiej”. Wynter od tego czasu napisała wiele esejów, w których stara się przemyśleć pełnię ludzkich ontologii, które, jak twierdzi, zostały ograniczone przez to, co opisuje jako nadreprezentację (zachodniego burżuazyjnego) człowieka, tak jakby był on jedynym dostępnym trybem całkowitego człowieczeństwa. Sugeruje jak wiele źródeł wiedzy i tekstów może inaczej kształtować nasz światopogląd.
W 2010 roku Sylvia Wynter otrzymała Order of Jamaica za zasługi w dziedzinie edukacji, historii i kultury.

## Praca krytyczna
Praca naukowa Sylvii Wynter jest wysoce poetycka, ekspozycyjna i złożona. Jej prace próbują wyjaśnić rozwój i utrzymanie kolonialnej nowoczesności i współczesnego człowieka. Przeplata naukę, filozofię, teorię literatury i krytyczną teorię rasy, aby wyjaśnić, w jaki sposób europejski człowiek został uznany za uosobienie ludzkości, „człowieka 2” lub „figury człowieka”. Ramy teoretyczne Wynter zmieniły się i pogłębiły na przestrzeni lat.
W swoim eseju „Ku zasadzie socjogenicznej: fanon, tożsamość, zagadka świadomego doświadczenia i jak to jest być „czarnym” Wynter opracowała ramy teoretyczne, które nazywa „zasadą socjogeniczną”, stały się one centralnym elementem jej pracy. Wynter wywodzi tę teorię z analizy pojęcia „socjogenezy” Frantza Fanona. Wynter argumentuje, że teoria socjogenezy Fanona zakłada, że istota ludzka (lub doświadczenie) jest nie tylko biologiczne, ale także oparte na historiach i symbolicznych znaczeniach generowanych w kontekstach kulturowych. Socjogeneza jako teoria jest zatem nadrzędna i według Wynter nie może być zrozumiana bez kartezjańskiego dualizmu. Społeczność i kultura ma zatem wpływ na biologię.
W „Unsettling the Coloniality of Be / Power / Truth / Freedom: Towards the Human, After Man, Its Overrepresentation — An Argument” Wynter wyjaśnia, że Zachód używa rasy, aby odpowiedzieć na pytania, kim i czym jesteśmy — szczególnie po okresie oświecenia, który odsłania religię jako niezdolną do udzielenia odpowiedzi na te pytania.

## Publikacje

### Powieść
- The Hills of Hebron (1962)

### Teksty krytyczne
- Do not call us Negros: how multicultural textbooks perpetuate racism (1992)[7]

### Dramaty
- 09Miracle in Lime Lane (1959)
- Shh... It's a Wedding (1961)
- The Big Pride (1961)[8]
- 1865 – A Ballad for a Rebellion (1965)
- The House and Land of Mrs. Alba (1968)
- Maskarade (1974)

### Eseje
- "The Instant-Novel Now." New World Quarterly 3.3 (1967): 78–81.
- "Lady Nugent’s Journal." Jamaica Journal 1:1 (1967): 23–34.
- "We Must Learn to Sit Down Together and Talk about a Little Culture: Reflections on West Indian Writing and Criticism: Part One." Jamaica Journal 2:4 (1968): 23–32.
- "We Must Learn to Sit Down Together and Talk about a Little Culture: Reflections on West Indian Writing and Criticism: Part Two." Jamaica Journal 3:1 (1969): 27–42.
- "Book Reviews: Michael Anthony Green Days by the River and The Games Were Coming." Caribbean Studies 9.4 (1970): 111–118.
- "Jonkonnu in Jamaica: Towards the Interpretation of the Folk Dance as a Cultural Process." Jamaica Journal 4:2 (1970): 34–48.
- "Novel and History, Plot and Plantation." Savacou 5 (1971): 95–102.
- "Creole Criticism: A Critique." New World Quarterly 5:4 (1972): 12–36.
- "One-Love—Rhetoric or Reality?—Aspects of Afro-Jamaicanism". Caribbean Studies 12:3 (1972): 64–97.
- "After Word." High Life for Caliban. By Lemuel Johnson. Ardis, 1973.
- "Ethno or Socio Poetics". Alcheringa/Ethnopoetics 2:2 (1976): 78–94.
- "The Eye of the Other". Blacks in Hispanic Literature: Critical Essays. Ed. Miriam DeCosta-Willis. Kennikat Press, 1977. 8–19.
- "A Utopia from the Semi-Periphery: Spain, Modernization, and the Enlightenment". Science Fiction Studies 6:1 (1979): 100–107.
- "History, Ideology, and the Reinvention of the Past in Achebe's Things Fall Apart and Laye's The Dark Child." Minority Voices 2:1 (1978): 43–61.
- "Sambos and Minstrels." Social Text 1 (Winter 1979): 149–156.
- "In Quest of Matthew Bondsman: Some Cultural Notes on the Jamesian Journey." Urgent Tasks 12 (Summer 1981).
- Beyond Liberal and Marxist Leninist Feminisms: Towards an Autonomous Frame of Reference, Institute for Research on Women and Gender, 1982.
- "New Seville and the Conversion Experience of Bartolomé de Las Casas: Part One." Jamaica Journal 17:2 (1984): 25–32.
- "New Seville and the Conversion Experience of Bartolomé de Las Casas: Part Two." Jamaica Journal 17:3 (1984): 46–55.
- "The Ceremony Must Be Found: After Humanism". Boundary II 12:3 & 13:1 (1984): 17–70.
- "On Disenchanting Discourse: 'Minority' Literary Criticism and Beyond." Cultural Critique 7 (Fall 1987): 207–44.
- "Beyond the Word of Man: Glissant and the New Discourse of the Antilles." World Literature Today 63 (Autumn 1989): 637–647.
- "Beyond Miranda's Meanings: Un/Silencing the 'Demonic Ground' of Caliban's Women." Out of the Kumbla: Caribbean Women and Literature. Ed. Carole Boyce Davies and Elaine Savory Fido. Africa World Press, 1990. 355–372.
- Do Not Call Us Negroes: How Multicultural Textbooks Perpetuate Racism. Aspire, 1992.
- "Columbus and the Poetics of the Propter Nos." Annals of Scholarship 8:2 (1991): 251–286.
- "Tras el 'Hombre,' su última palabra: Sobre el posmodernismo, les damnés y el principio sociogénico." La teoría política en la encrucijada descolonial. Nuevo Texto Crítico, Año IV, No. 7, (Primer Semester de 1991): 43–83.
- "'Columbus, The Ocean Blue and 'Fables that Stir the Mind': To Reinvent the Study of Letters." Poetics of the Americas: Race, Founding and Textuality 8:2 (1991): 251–286.
- "Rethinking 'Aesthetics': Notes Towards a Deciphering Practice." Ex-iles: Essays on Caribbean Cinema. Ed. Mbye Cham. Africa World Press, 1992. 238–279.
- "'No Humans Involved': An open letter to my colleagues". Voices of the African Diaspora 8:2 (1992).
- "Beyond the Categories of the Master Conception: The Counterdoctrine of the Jamesian Poiesis". C.L.R. James's Caribbean. Ed. Paget Henry and Paul Buhle. Duke University Press, 1992. 63–91.
- "But What Does Wonder Do? Meanings, Canons, Too?: On Literary Texts, Cultural Contexts, and What It's Like to Be One/Not One of Us." Stanford Humanities Review 4:1 (1994).
- "The Pope Must Have Been Drunk, the King of Castile a Madman: Culture as Actuality and the Caribbean Rethinking of Modernity." Reordering of Culture: Latin America, the Caribbean and Canada in the 'Hood. (1995): 17–42.
- "1492: A New World View" (1995), Race, Discourse, and the Origin of the Americas: A New World View. Ed. Sylvia Wynter, Vera Lawrence Hyatt, and Rex Nettleford. Smithsonian Institution Press, 1995. 5–57.
- "Is 'Development' a Purely Empirical Concept, or also Teleological?: A Perspective from 'We the Underdeveloped'." Prospects for Recovery and Sustainable Development in Africa. Ed. Aguibou Y. Yansané. Greenwood, 1996. 299–316.
- "Columbus, the Ocean Blue, and 'Fables That Stir the Mind': To Reinvent the Study of Letters." Poetics of the Americas: Race, Founding and Textuality. Ed. Bainard Cowan and Jefferson Humphries. Louisiana State UP, 1997. 141–163.
- "'Genital Mutilation' or 'Symbolic Birth?' Female Circumcision, Lost Origins, and the Aculturalism of Feminist/Western Thought." Case Western Reserve Law Review 47.2 (1997): 501–552.
- "Black Aesthetic." The Encyclopedia of Aesthetics. Vol. 1. Oxford University Press, 1998. 273–281.
- "Africa, The West and the Analogy of Culture: The Cinematic Text After Man." Symbolic Narratives/African Cinema: Audiences, Theory and the Moving Image. Ed. June Givanni. London British Film Institute, 2000. 25–76.
- "The Re-Enchantment of Humanism: An Interview with Sylvia Wynter", Small Axe 8 (2000): 119–207.
- "'A Different Kind of Creature': Caribbean Literature, the Cyclops Factor and the Second Poetics of the Propter Nos." Annals of Scholarship 12:1/2 (2001).
- "Towards the Sociogenic Principle: Fanon, Identity, the Puzzle of Conscious Experience, and What It Is Like to be 'Black.'" National Identities and Socio-Political Changes in Latin America. Ed. Mercedes F. Durán-Cogan and Antonio Gómez-Moriana. New York: Routledge, 2001. 30–66.
- "Unsettling the Coloniality of Being/Power/Truth/Freedom: Towards the Human, After Man, Its Overrepresentation – An Argument". CR: The New Centennial Review 3.3 (2003): 257–337.
- "On How We Mistook the Map for the Territory and Re-Imprisoned Ourselves in Our Unbearable Wrongness of Being, of Désêtre: Black Studies Toward the Human Project." Not Only the Master’s Tools: African-American Studies in Theory and Practice. Eds. Lewis R. Gordon and Jane Anna Gordon. Paradigm, 2006. 107–169.
- "Proud Flesh Inter/Views Sylvia Wynter." Greg Thomas. ProudFlesh: A New Afrikan Journal of Culture, Politics & Consciousness 4 (2006).
- "Unparalleled Catastrophe for Our Species? Or, to Give Humanness a Different Future: Conversations." Interview. Sylvia Wynter: On Being Human as Praxis. Duke, 2014. 9–89.
- "The Ceremony Found: Towards the Autopoetic Turn/Overturn, its Autonomy of Human Agency, and the Extraterritoriality of (Self-)Cognition." Black Knowledges/Black Struggles: Essays in Critical Epistemology. Eds Jason R. Ambroise and Sabine Broeck. Liverpool, UK: Liverpool University Press, 2015. 184–252.
- Black Metamorphosis: New Natives in a New World (nieopublikowane)[9][10]

## Źródła
- Buck, Claire (ed.), Bloomsbury Guide to Women's Literature. London: Bloomsbury, 1992. ISBN 0-7475-0895-X
- Wynter, Sylvia, and David Scott. "The Re-Enchantment of Humanism: An Interview with Sylvia Wynter". Small Axe, 8 (September 2000): 119–207.
- Wynter, Sylvia. "Unsettling the Coloniality of Being/Power/Truth/Freedom: Towards the Human, After Man, Its Overrepresentation—An Argument." CR: The New Centennial Review, Volume 3, Number 3, Fall 2003, pp. 257–337.